# Bratsch (groupe)
Pour les articles homonymes, voir Bratsch.
Bratsch est un groupe musical français, actif entre 1972 et 2014. Son style musical offrait des influences à la fois jazz, tzigane, russe, yiddish et arménienne.

## Histoire

### Années 1970–1990
Le groupe emprunte son nom au bratsch roumain, violon alto que les lăutari utilisent pour marquer le contretemps. Au fil des années, Bratsch a grandement participé à la renaissance et à la popularité actuelle de la musique tzigane.
C’est au début des années 1970 que Dan Gharibian et Bruno Girard, mêlant leurs passions, l’un pour les musiques tzigane, grecque, arménienne et le jazz manouche, l’autre pour les musiques yiddish et roumaine, vont créer Bratsch avec quelques complices, dont Pierre Jacquet, qui sera le contrebassiste du groupe jusqu'en 2011, année où il passera le relais à Théo Girard. À l’époque, la World Music n’existe pas encore mais le mouvement folk vit ses grandes années. Déjà la musique de Bratsch porte en elle cette volonté de mixages, cet affranchissement de l’orthodoxie musicale, cette liberté qui fera son succès, en particulier au Théâtre de la Potinière à Paris, au début des années 1980. Mais c'est avec l’arrivée en 1985 de Nano Peylet et de François Castiello que le groupe va vraiment s’envoler. Les nouvelles couleurs qu’ils apportent (le free jazz et la musique klezmer pour le premier, le musette et la Méditerranée pour le second) vont asseoir définitivement le « son » Bratsch, reconnaissable entre mille.
Une particularité de Bratsch est d’être un pionnier de l'autoproduction musicale[réf. nécessaire]. En 1985, avec Joseph Racaille, Bruno Girard cofonde APASACA (Association Pour l'Aide et le Soutien Aux Créateurs Audacieux). Le premier disque APASACA, « notes de voyages », sort en 1988. Bratsch, jusqu'à sa dissolution, auto-produira ainsi tous ses disques ainsi que ses tournées. Ce travail va atteindre un premier sommet avec le CD Sans domicile fixe en 1990, formidable aboutissement de la période « traditionnelle » du groupe. Ce disque ouvre au groupe l’accès de grands festivals tel le Paléo, le Festival international de jazz de Montréal, le Printemps de Bourges, et de séries de concerts à l’Olympia et au Casino de Paris. Mais le costume « traditionnel » devient vite un peu étroit pour ces musiciens à la curiosité insatiable. Les compositions vont apparaître au fil des CD des années 1990, pour aboutir en 1996, avec Écoute ça, chérie, puis en 2001 avec La Vie, la mort tout ça, à l’avènement du son actuel, où les morceaux deviennent multicolores, teintés de nombreuses influences, créant un véritable « folklore imaginaire ».
Durant ces années, après avoir longuement sillonné la France, le groupe va devenir une référence internationale de la world music. Tournant régulièrement dans les pays proches, et en particulier en Allemagne, en Suisse et en Espagne, le groupe sera également l’hôte de grands festivals, tels le Sziget, le Womad ou encore le Festival d'été de Québec, et de salles prestigieuses comme le Concertgebouw à Amsterdam, le MMDM à Moscou ou le Ford Theatre à Los Angeles.
Bratsch a aussi collaboré avec de nombreux artistes. Dans leur album Plein du monde, sorti en 2007, ils ont invité de nombreux artistes parmi lesquels Balbino Medellin, Olivia Ruiz, Sanseverino, Khaled, Debout sur le zinc, Lhasa, Charles Aznavour, Tété, Nourith, Juliette, et La Rue Ketanou.

### Années 2000 et séparation
Les années 2000 seront celles de la recherche de nouveaux horizons, de nouvelles saveurs, de nouveaux sons, qui vont trouver leur écrin dans Urban Brastch en 2011. À l'occasion de la sortie de sa compilation pour ses 40 ans Brut de Bratsch (1973-2013), le groupe annonce avoir effectué 2300 concerts dont 1650 en France et 650 à l’étranger dont 240 en Allemagne, 80 en Suisse, 50 au Canada, enregistré 240 chansons, 17 albums ofﬁciels (14 CD et 3 vinyles) auxquels il faut ajouter une quarantaine de participations à divers projets.
Fin 2014, le groupe annonce sa séparation pour décembre 2015, après une tournée à travers l'Allemagne, la Suisse et l'Autriche, et dont les derniers concerts se sont déroulés à Paris au Théâtre du Soleil .

### Après séparation
Après la séparation du groupe, certains membres poursuivent leur carrière musicale, certains s'éloignant radicalement du répertoire de Bratsch.
Dan Gharibian, déjà membre par ailleurs du groupe Papiers d'Arménie aux côtés de sa fille Macha Gharibian, forme son propre trio avec Benoît Convert (guitariste du groupe Les Doigts de l'homme) et Antoine Girard (accordéoniste du groupe Slonovski Bal et neveu de Bruno Girard). Il y chante tantôt en français tantôt en arménien, dans la continuité de ses contributions au répertoire de Bratsch.
Bruno Girard, qui en 2011 avait enregistré Yat, un album de chansons klezmer, avec le pianiste Denis Cuniot, rejoint en tant que chanteur (et aux côtés de son fils Théo Girard) le groupe G!rafe, qui reprend des textes du poète et chanteur réunionnais Alain Péters. Théo Girard a par ailleurs collaboré avec Macha Gharibian sur deux albums. François Castiello, quant à lui, fonde le sextet Lalala Napoli, avec un répertoire de coloration napolitaine.

## Membres
- Dan Gharibian — guitare, bouzouki, chant
- Bruno Girard — violon, chant
- Pierre Jacquet — contrebasse
- Théo Girard — contrebasse
- Nano Peylet — clarinette, chant
- François Castiello — accordéon, chant

## Discographie

### Albums originaux
- 1976 : Musiques de partout
- 1980 : J'aime un voyou maman
- 1985 : Bratsch (Enregistré en concert au théâtre de La Potinière, ce disque ne présente que des morceaux qui ne sont pas présents sur les albums précédents)

(Ces trois albums n'ont jamais été réédités en CD. Cinq morceaux sont disponibles dans la compilation Brut de Bratsch (2013))
- 1988 : Notes de voyage, 14 pistes
- 1990 : Sans domicile fixe, 19 pistes
- 1991 : Transports en commun, 14 pistes
- 1993 : Gipsy Music From The Heart Of Europe, livret, 11 pistes
- 1994 : Correspondances, livret, 13 pistes
- 1996 : Écoute ça chérie, 16 pistes
- 1998 : Rien dans les poches, 14 pistes
- 2007 : Plein du monde, livret, 15 pistes
- 2011 : Urban Bratsch, 16 pistes

### Albums live
- 1999 : On a rendez-vous à la Maroquinerie, CD double, 25 pistes
- 2001 : La vie, la mort, tout ça... en public au théâtre de Mâcon, livret, CD double, 17 pistes
- 2004 : Ensemble depuis 25 ans... ça s'fête au Cabaret sauvage à Paris, CD double, 25 pistes

### Compilations
- 2003 : Nomades en vol, CD double, livret, 35 pistes
- 2013 : Brut de Bratsch (1973-2013), livret, compilation de trois CD et un DVD pour les 40 ans du groupe

### Collaborations
- 1994 : Le Mangeur de lune (Bande originale du film homonyme)
- 1997 : Terre promise (Contes juifs lus par Sami Frey)

### Participations
- 1997 : Le Jour du poisson (Thomas Fersen)
- 2000 : L'Ombre et la Demoiselle (Weepers Circus)
- 2001 : Barnie et ses petites contrariétés (interprétation de la bande originale composée par Alexandre Desplat)
- 2004 : Le Dernier Trappeur (extrait de la bande originale du film)